# Мандрівка Аліси
Мандрівка Аліси, українською мовою видавалась також під назвою Подорож Аліси (рос. Путешествие Алисы) — науково-фантастична повість російського радянського письменника-фантаста Кира Буличова. Повість входить до циклу творів про Алісу Селезньову. Уперше повість надрукована у 1974 році у збірці творів письменника «Дівчинка з Землі» (рос. Девочка с Земли) видавництвом «Дитяча література». У повісті розповідається про подорож Аліси Селезньової разом з батьком та екіпажем космічного корабля за тваринами з інших планет для космічного зоопарку, під час якої вони борються з космічними піратами та рятують трьох капітанів космічних кораблів.

## Сюжет
Аліса Селезньова, учениця однієї з московських шкіл, збирається у космічну подорож разом із своїм батьком, професором Ігорем Селезньовим, для придбання нових звірів з інших планет для космічного зоопарку. Проте подорож може затриматись у зв'язку з тим, що Аліса вимушена була викрасти зі шкільного музею золотий самородок вагою 1,5 кг для риболовлі, під час якої його або проковтнула щука, або він зачепився за корч та залишився на дні водосховища. Проте за допомогою друзів Аліси та її батька самородок вдається замінити, тож Аліса може спокійно вирушати в подорож. Під час посадки на корабель «Пегас», який мав стартувати безпосередньо у відкритий космос з Місяця, виявляється значне перевищення ваги, спричинене тим, що на корабель Аліса провела учнів зі свого та паралельного класу, які на Місяці мали намір потрапити на футбольний матч між збірними Землі та планети Фікс. Після висадки безбілетних пасажирів корабель успішно прямує до Місяця. На Місяці учасники експедиції зустрічають свого старого знайомого Громозеку, який розповідає про планету Трьох Капітанів, на якій залишилися нотатки капітанів, у яких напевно описані чудернацькі тварини з інших планет. Через Марс та систему Арктура експедиція відбуває до планети Трьох Капітанів, де знайомляться з директором музею капітанів Верховцевим, який повідомляє їх, що перебування усіх трьох капітанів наразі невідоме. На пам'ятнику капітанам члени експедиції помічають дивного птаха з короною і двома дзьобами, і директор музею повідомляє їм, що цього птаха перший капітан подарував другому, але назви його він не знає. Проте в поведінці та відповідях Верховцева члени експедиції помічають деяку невідповідність тому, що вони чули про директора музею та про капітанів раніше. Незважаючи на це, експедиція вирішує скористатися порадами директора музею, та відбуває спочатку до Порожньої планети, а пізніше на планету Блук, з планами відвідати планету Шешинеру.
На Порожній планеті Аліса виявляє, що її тварини є трансморфами, тобто міняють властивості свого тіла, та навіть видові та класові ознаки, в залежності від умов навколишнього середовища, та відносно цього можуть ставати то рибами, то птахами, то ссавцями. Після цього експедиція прибуває на планету Блук. При митному огляді до них ставляться дуже прискіпливо після того, як учасники експедиції повідомляють, що вони прибули з Землі. Причиною цього стало те, що незадовго до цього один землянин завіз на планету черв'яків, які розмножувались настільки швидко, що майже використали для свого метаболізму весь кисень з планетної атмосфери. За описом цей землянин був копією доктора Верховцева. Одночасно члени експедиції дізнались, що на планеті зникли всі птахи говоруни, які до того були досить звичайними, і їх зникнення також пов'язують з таємничим землянином. З опису птаха говоруна члени експедиції дізнаються, що це саме той птах, який зображений на пам'ятнику капітанам. Після цього Аліса з батьком пішли на місцевий базар, де спочатку отримали в подарунок живого індикатора та марки зі склісом з планети Шешинеру, а пізніше, обійшовши весь базар, помітили, що на ньому зовсім немає говорунів. Проте до них підійшов один із мешканців планети, та тихо запропонував придбати говоруна, небезпідставно вважаючи його останнім говоруном на планеті. По дорозі він починає говорити земними мовами, точно копіюючи висловлювання своїх колишніх господарів. Серед його висловів Аліса з батьком розпізнають розмову першого капітана з другим, та розуміють, що саме цього говоруна вони й шукали. По дорозі з базару до них підбігає який товстун та намагається заволодіти говоруном, проте батько Аліси зумів його відігнати. Далі до них підходить Верховцев, та намагається відрадити професора з донькою від утримання говоруна, та навіть погрожує їм пістолетом, проте рішучі дії батька змушують його втекти. Після цього на корабель прибуває товстун, який хотів перед цим заволодіти говоруном, та в знак примирення дарує експедиції рідкісну алмазну черепашку.
Після цього експедиція відбуває на планету Шешинеру, де після прибуття виявляють у холодильнику почергово кількох місцевих жителів, які ласують ананасами з холодильника. Виявляється, що вони прибули з недалекого майбутнього, оскільки знали, що на їх планету прибуде корабель із Землі з ананасами, якими їм дозволять поласувати, а на планеті вже давно придумали спосіб подорожувати в часі, хоча ні до чого доброго це не привело. На прощання жителі Шешинеру подарували землянам скліса, за яким вони й прилетіли, який виявився дуже подібним на звичайну земну корову, проте вмів літати.
Далі експедиція відбула до системи Медузи, де спочатку отримали сигнал біди з планети Шалізяка, де жили виключно роботи. після приземлення виявилось, що роботам хтось підсипав у мастило бактерій, які перетворюють мастило на наждачний порошок, унаслідок чого в них пошкодились з'єднання між частинами тіла, й вони втратили можливість рухатися. Виявляється, що це сталося після появи на планеті птаха говоруна, якому роботи поремонтували крило, після чого на планету прибув доктор Верховцев, який, почувши про пораненого птаха, був дуже незадоволений тим, що роботи допомогли птахові, та мав можливість підсипати бактерій у мастило.
Після цього експедиція прибуває у систему Медузи. На першій планеті члени експедиції виявляють, що живі істоти на планеті можуть створювати міражі, сюжети яких беруть із пам'яті тих, хто прибуває на планету. На цій планеті говорун кілька разів повторює землянам, що треба летіти до третьої планети в системі. Після цього експедиція відбуває до третьої планети, де виявляє велику різноманітність тварин. Над планетою кружляє велетенський птах Крок, який викрадає Алісу, незважаючи на попередження батька про небезпеку. Проте дівчинці вдається залишитись неушкодженою завдяки тому, що на ній був жовтий пуховик, подібний до пір'я пташенят Крока, тому в гнізді її сприймали як пташеня, та навіть пробували годувати. Одночасно Аліса знайшла в гнізді птаха порцеляновий предмет з написом по імені корабля другого капітана «Синя чайка», що показує, що він і справді був на цій планеті. У пошуках капітана члени експедиції рухаються за говоруном, та потрапляють на галявину з дзеркальними квітами. Виявляється, що в них зберігається відображення усіх зображень, які потрапляли на їх квітку, за кілька років. Земляни вирішують передивитися ці зображення за 4 останні роки, проте їм не вдається точно зрізати шар квітки, хоча й вони виявляють, що до цього на галявині була щілина з люком. Одночасно члени експедиції виявляють, що хтось знищив решту квітів як на кораблі, так і на галявині. На галявині птах-говорун знаходить алмазну черепашку, подаровану товстуном, яка розсипається в руках людей, які помічають, що всередині в ній знаходився шпигунський пристрій, що допомагав зловмисникам підслуховувати членів експедиції та дізнаватися про їх плани. Невдовзі біля корабля експедиції приземляється інший космічний корабель, з якого виходять Верховцев та товстун та подають сигнал кораблю зупинитися, після чого корабель експедиції швидко піднявся в повітря, щоб стати недосяжними для зловмисників. Після цього капітан корабля землян вирішив посадити корабельна галявині з дзеркальними квітами, але після цього корабель провалюється під землю. невдовзі члени експедиції виявляють під землею корабель другого капітана «Синя чайка». Незабаром до корабля прибувають товстун і Верховцев, які наказують членам експедиції кинути зброю. Після цього зловмисники надягають членам експедиції наручники, проте виявляється, що Аліса десь щезла. Товстун наказує іншому зловмиснику вбити говоруна, проте він раптово падає та випускає птаха, який відразу ж відлітає з печери. Після цього товстун, якого називали Веселуном У, підходить до корабля, та голосно говорить, що сьогодні капітан нарешті віддасть йому це, на що він чекав 4 роки, або він уб'є всіх бранців. Капітан відповідає пірату з корабля. що він нізащо не віддасть галактій піратам, а скоріше підірве свій корабель, та попросив дозволу розповісти свою історію бранцям піратів. Пірати на це погоджуються, й капітан розповідає, що кілька років тому трьом капітанам вдалось розгромити космічних піратів, проте двом піратам вдалося втекти від них. Деякий час вони переховувалися на околиці Галактики. За цей час шляхи трьох капітанів розійшлись. Перший капітан відбув на Венеру для участі в роботах по зміні орбіти планети, другий капітан зайнявся науковими дослідженнями, а третій капітан, родом з планети Фікс, полетів у сусідню галактику, де він дістав формулу новітнього палива — галактію. Під час перельоту третій капітан захворів, та попросив другого капітана зустріти його на околиці нашої Галактики. Проте саме на тій планеті й переховувалися пірати, які зуміли захопити третього капітана в полон, та знищити його корабель. Проте другий капітан із формулою галактію зумів закритися на своєму кораблі, який пірати не змогли розрізати, оскільки він був зроблений з алмазного сплаву. Зі слів піратів, третій капітан помер від якоїсь хвороби. Другий капітан випустив говоруна, щоб той полетів до першого капітана, та повідомив про небезпеку. Пірати поранили говоруна, проте через планету Шелізяка, де йому допомогли роботи, він дістався до своєї рідної планети, де його намагались знищити пірати, проте їм це не вдалося. Також другий капітан повідомив, що в разі його відсутності більш ніж 4 років перший капітан має розшукати другого капітана. Далі один з піратів підніс ножа до шиї батька Аліси, погрожуючи його вбити, коли піратам не видадуть формулу галактію. Після цього другий капітан вискочив з корабля, та розпочав стріляти по піратах. Невдовзі піратам хтось подав команду не рухатись та кидати зброю, після чого члени експедиції побачили справжнього професора Верховцева та першого капітана, а також Алісу. Виявилось, що Аліса під час перебування на одній із планет отримала в подарунок шапку-невидимку, за допомогою якої сховалась від піратів. При цьому вона вдарила одного з піратів, який тримав говоруна, після чого він його випустив, а Аліса вирішила рухатися за птахом. По дорозі вона почула чийсь стогін, проте бранець її не почув. Далі Аліса вийшла на поверхню, де зустрілась із справжнім Верховцевим та першим капітаном, які вже прибули на порятунок. Далі перший капітан з Алісою та справжнім Верховцевим швидко прибули до корабля другого капітана, де арештували піратів, та побачили, що із несправжнього Верховцева вилізла якась негуманоїдна істота, яка вчинила самогубство. Інші пірати повідомили, що цю істоту звати крощур, і що вона не померла, а лише знаходиться в непритомному стані. Далі перший капітан розповів, що він вирішив розпочати пошуки другого капітана, після того, як до нього прибув справжній професор Верховцев, який щось запідозрив після прибуття до нього експедиції професора Селезньова. Далі капітани примусили піратів випустити кораблі з пастки, а далі знайшовся й третій капітан. стогін якого чула Аліса, який був у полоні в піратів, та ледь не помер від тортур, проте його врятували друзі, надавши першу допомогу. Далі на планету прибула дружина першого капітана, яка перебувала в космічній експедиції, та якій вдалось зловити живу туманність. Після цього експедиція відбуває на Землю зі звірами, перший капітан відбуває назад на Венеру, другий капітан відбуває на Плутон, де мають будувати нові кораблі на галактії, а третій капітан спочатку повертається на рідну планету Фікс, а після відновлення після хвороби разом з двома капітанами має намір здійснити політ до іншої галактики.

## Переклади
У 1978 році повість перекладена польською мовою, та вийшла друком у видавництві «Nasza Księgarnia» під назвою «Podróże Alicji» (автор помилково названий «Кірил Буличов»). у 1981 році повість перекладена болгарською мовою, та вийшла друком у видавництві «Отечество» в збірці «Момиченцето от Земята» під назвою «Путешествието на Алиса». У 1987 році повість уперше перекладена українською мовою, та вийшла друком у видавництві «Веселка» у збірці «Дівчинка з Землі» під назвою «Подорож Аліси». Удруге переклад українською мовою вийшов у 2018 році у видавництві «Ранок» під назвою «Мандрівка Аліси». У 2002 році повість перекладена англійською мовою, та вийшла друком у видавництві «Fossicker Press» у збірці «Alice: The Girl from Earth» під назвою «Alice's Travels».

## Екранізації
У 1981 році на кіностудії «Союзмультфільм» за мотивами повісті знятий повнометражний мультиплікаційний фільм «Таємниця третьої планети». у 1991 році за мотивами повісті в Чехословаччині знятий фільм-спектакль «Загадка трьох капітанів».